# Villa Don Bosco
Villa Don Bosco (Est. Angaco Sud) es una localidad del Departamento San Martín, Provincia de San Juan, Argentina.

## Población
Cuenta con 2,107 habitantes (Indec, 2001), lo que representa un incremento del 35,84 frente a los 1,551 habitantes (Indec, 1991) del censo anterior.